# Újezd pod Troskami
Újezd pod Troskami település Csehországban, a Jičíni járásban. Újezd pod Troskami Mladějov, Ktová, Troskovice, Rovensko pod Troskami és Libuň településekkel határos. Lakosainak száma 362 fő (2024. január 1.).

## Népesség
A település lakosságának változását az alábbi diagram mutatja:
| Lakosok száma | 914  | 913  | 820  | 602  | 356  | 305  | 335  | 342  | 330  | 362  |
|               | 1869 | 1890 | 1921 | 1950 | 1980 | 2001 | 2017 | 2019 | 2022 | 2024 |